# مدوله‌سازی فاز

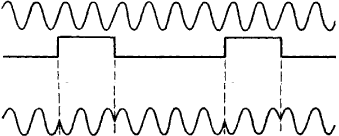
سیگنال سوارسازی شده فاز در کنار داده ورودی و سیگنال حامل

مدولاسیون فاز (به انگلیسی: Phase Modulation) برای ارسال اطلاعات و داده‌ها با تغییر فاز موج حامل استفاده می شود.